# Auguste Castille
Auguste Castille, également connu sous le prénom d'Alfred, né le 12 mai 1883 à Elbeuf et mort le 17 septembre 1971 à Sotteville-lès-Rouen, est un gymnaste artistique français.
Il participe aux épreuves de gymnastique aux Jeux olympiques d'été de 1900 à Paris, terminant 35e du concours général, ainsi qu'aux Jeux de 1908 à Londres, auxquels son frère Fernand participe aussi. 
Aux Championnats du monde de gymnastique artistique 1909, il remporte le titre par équipe et la médaille d'argent aux barres parallèles. 